# Fredrik Åkesson
Pour les articles homonymes, voir Åkesson (homonymie).
Fredrik Åkesson est un guitariste suédois de heavy metal né le 18 juillet 1972, membre du groupe de death metal Opeth et des groupes Krux, Monsters of Metal et Talisman.
Fredrik, influencé par des artistes comme Michael Schenker, Uli Jon Roth, Yngwie Malmsteen ou encore George Lynch, commence la guitare à l'âge de 12 ans.

## Biographie
En 1992, alors qu'il a 19 ans, Fredrik rejoint le groupe de hard rock Talisman en remplacement de Jason Bieler parti rejoindre Saigon Kick.
Après 4 ans et 5 albums, il décide de quitter le groupe une première fois pour aller vers une musique plus extrême. Avec l'aide de Mats Levén, John Levén et Rickard Evensand il forme le groupe Eyeball plus tard renommé Southpaw, groupe avec lequel il sortira un album en 1998.
En 2003, Fredrik fait son retour au sein de Talisman et participe à 2 nouveaux albums studio (Cats and Dogs en 2003 et Seven en 2006) et un live enregistré lors de la tournée du groupe en 2005 (Five Men Live).
Parallèlement, en 2004, il remplace Thomas Petersson sur scène au sein de Tiamat et apparaît sur le DVD The Church of Tiamat, sortit en 2006. Il joue également sur le second album de Sabbtail, Night Church, encore avec Mats Levén.
Plus tard, il coécrit plusieurs chansons avec John Norum pour son album Optimus et y joue quelques solos de guitare.
En 2005, il remplace Christopher Amott au sein du groupe de death metal mélodique suédois Arch Enemy et quitte le groupe en 2007 alors que Amott reprend sa place.
En 2006 il joue sur l'album de Krux II et retrouve le groupe en 2007 lors du Sweden Rock Festival où il jouera en compagnie de Mats Levén, Peter Stjärnvind, Jörgen Sandström et Leif Edling.
Le 17 mai 2007, le groupe de Death metal progressif Opeth annonce le remplacement de Peter Lindgren par Fredrik Åkesson. Son premier concert avec le groupe a lieu deux mois plus tard lors du festival Ilosaarirock en Finlande le 15 juillet.
En 2008 Opeth sort l'album Watershed et atteint la 23e place au Billboard lors de sa première semaine de commercialisation. Toutes les chansons sont composées par Mikael Åkerfeldt à part "Porcelain Heart", coécrite par Åkesson, chanson pour laquelle le groupe enregistre un clip.

## Endorsement
Fredrik Åkesson a été endorsé par ESP Guitars jusqu'en 2007 et possède son modèle signature.   Depuis qu'il a rejoint Opeth, Åkesson joue sur PRS Guitars et un Marshall JVM 410, comme on peut le voir dans le clip de "Porcelain Heart" où il utilise une PRS Mark Tremonti Signature.

## Discographie

### AvecOpeth
- Watershed (2008)
- In Live Concert At The Royal Albert Hall (DVD) - (2010)
- Heritage (2011)
- Pale Communion (2014)
- Sorceress (2016)
- Garden of the Titans: Opeth Live at Red Rocks Amphitheatre (2018)
- In Cauda Venenum (2019)
- The Last Will and Testament (2024)

### AvecKrux
- II (2006)
- Live (DVD) (2003)
- Krux  (2003)

### AvecArch Enemy
- Live Apocalypse (DVD, 2006)

### AvecTiamat
- Church of Tiamat (DVD, 2005)

### AvecJohn Norum
- Optimus  (2005)

### AvecSabbtail
- Night Church (2004)

### AvecTalisman
- 7 - 2006
- Five Men Live - 2005
- Cats and Dogs - 2003
- BESTerious (Compilation) - 1996
- Best of... (Compilation, different from above) - 1996
- Life - 1995
- Five out of Five (Live in Japan) - 1994
- Humanimal (album) - 1994
- Humanimal Part II - 1994
- Genesis - 1993

### CD singles et albums promos avec Talisman
- Frozen (CD Single) (1995)
- All + All (CD Single) (1994)
- Todo y Todo (CD Single) (All + All Latin American market release under nickname Genaro) (1994)
- Colour My XTC (CD Single) (1994)
- Doing Time With My Baby (CD Single) (1994)
- Time after Time (CD Single) (1993)
- Mysterious (This Time is Serious) (CD Single) (1993)

### AvecHuman Clay
- Closing the Book on Human Clay (2003)
- Human Clay (1996)

### AvecSouthpaw
- SouthPaw (1998)

### AvecClockwise
- Naïve (1998)